# Mac mini
Il Mac mini è un computer desktop progettato e prodotto da Apple Inc.
Rappresenta la prima soluzione desktop compatta dell'azienda di Cupertino e venne annunciato per la prima volta l'11 gennaio 2005 al Macworld. Ad esso sono seguite tredici generazioni e l'ultima è stata presentata il 10 novembre 2020 durante l'evento "One more thing".
Il computer presenta la forma di un parallelepipedo a base quadrata con gli spigoli smussati. Nella sua prima versione era basato sulla scheda madre dell'ultimo iBook G4 opportunamente modificata per renderla di forma quadrata. Gli aggiornamenti più importanti sono quelli che hanno visto la transizione dai processori PowerPC ai processori Intel Core (febbraio 2006) e la transizione dalle CPU Intel agli Apple Silicon (10 novembre 2020).

## Storia
Il prodotto è stato presentato per la prima volta al Macworld Conference & Expo nel 2005, ed è stato aggiornato nel tempo. Il 3 marzo 2009, 19 mesi dopo il precedente aggiornamento, Apple ha aggiornato il Mac Mini, con nuovi chipset nVidia e la nuova Mini DisplayPort che è diventata standard su tutti i computer Apple attuali. Il 15 giugno 2010 viene rinnovata sia l'estetica che la gamma: il nuovo Mac Mini ottiene per la prima volta una scocca unibody in alluminio (più sottile del precedente modello). Inoltre viene dotato di un'uscita HDMI e di un chipset grafico potenziato (NVIDIA GeForce 320M che sostituisce il precedente NVIDIA GeForce 9400M). Il 20 luglio 2011, in concomitanza con l'uscita di OS X Lion, vengono presentati i nuovi modelli con processori Sandy Bridge, schede grafiche più potenti e una porta Thunderbolt. Inoltre nel modello avanzato vengono introdotti per la prima volta 4 GB di RAM di default, ma perde il masterizzatore interno. Il 24 ottobre 2012 viene riproposto l'ennesimo aggiornamento hardware che prevede tra l'altro, l'introduzione di un nuovo processore quad-core Intel i7 Ivy Bridge, e di un sottosistema grafico Intel HD 4000 che però prende il posto del precedente processore grafico dedicato AMD Radeon 6630M. Aumenta anche la possibilità di ospitare HD di maggiori capacità (sino ad 1 TB, 2 nella versione server), e di espandere la (RAM) (ora DDR3 a 1600 MHz) sino a 16 GB. Nuove anche le connessioni USB 3 (4 porte).
Il 30 ottobre 2018 Apple lancia, dopo svariati anni, il nuovo Mac Mini. Ora è dotato di CPU Intel i3 quad core e Intel i5 o i7 esa core, RAM di tipo DDR4 e Solid State Drive fino a 2 TB. La scheda video è quella integrata nel processore. Viene realizzato in alluminio riciclato nei colori grigio siderale e argento.
Il 10 novembre 2020 Apple presenta dopo due anni un Mac Mini aggiornato. È dotato del nuovo chip Apple M1, che offre 8 core (di cui 4 core soggetti ai grandi carichi e 4 core a basso consumo energetico atti ad eseguire le operazioni più leggere), una GPU di 8 core e 16 core di Neural Engine (il cui compito è il Machine learning) e 8 Gigabyte di RAM, configurabili anche in 16 Gigabyte. Inoltre il nuovo chip Apple M1 aumenta significativamente l'efficienza energetica. È inoltre possibile configurare il Mac con un processore Intel Core i5 da 6 core o un Intel Core i7 da 6 core, con una memoria DDR4 da 8, 16, 32 o 64 Gigabyte e una GPU Intel UHD Graphics 630. Il Mac mini dispone di rispettivamente 216 Gigabyte, 512 Gigabyte, 1 o 2 Terabyte. Vengono aggiunte anche quattro nuove porte Thunderbolt 4. Come il precedente, è realizzato di alluminio riciclato di colore grigio siderale o argento.

## Modelli

### Mac mini (marzo 2005) - PowerPC
La prima generazione era dotata di un processore PowerPC G4 a 1,25 o 1,42 GHz, 256MB di memoria espandibile a 1GB, dischi fissi Ultra ATA da 40 o 80GB a 4200 giri/minuto e una scheda grafica ATI Radeon 9200 con 32MB di memoria video. Il prezzo di lancio in Italia partiva da 499 Euro.

### Mac mini (luglio 2005)
Nel luglio 2005 Apple ritoccò il Mac mini aumentando a 512 MB la memoria minima e implementando di serie la connettività Wi-Fi e Bluetooth (prima opzionali). Eliminò inoltre dalle configurazioni di punta il modem 56k. Il prezzo in Italia salì a 539 Euro.
Verso la fine del settembre 2005 i Mac Mini vennero consegnati con CPU leggermente superiori a 1,3 o 1,5 GHz, i dischi fissi passarono a 5400 giri/minuto e nei modelli superiori la RAM video della Radeon 9200 era di 64 MB.

### Mac mini (febbraio 2006) - Intel
Nel febbraio 2006 Apple annunciò il primo grande aggiornamento del Mac mini passando dai processori PowerPC alle CPU Intel. Il modello base era dotato di un Intel Core Solo da 1,5 GHz, mentre il modello di punta presentata un Intel Core Duo da 1,66 GHz. I modelli erano inoltre dotati di una scheda video integrata, la GMA950 di Intel. La RAM diventò DDR2 e gli slot furono raddoppiati, permettendo l’espansione fino a 4 GB
Le porte USB passarono a 4, i dischi divennero Serial ATA da 60/80 GB, la Ethernet divenne una Gigabit e comparve un ingresso audio.
Il prezzo salì ulteriormente a 659 Euro per il modello base in Italia.

### Mac mini (settembre 2006)
Nel settembre 2006 sparì la configurazione con il Core Solo e si adottarono 2 nuovi processori Core Duo a 1,66 e 1,83 GHz.
Mentre oltreoceano rimasero invariati, in Italia vennero ritoccati i prezzi a ribasso, da 659 a 619 Euro per il modello base e da 879 a 799 Euro per il modello migliore.

### Mac mini (agosto 2007)
Nell'agosto del 2007 vennero aggiornati i processori ai nuovi Intel Core 2 Duo a 64 bit con frequenze a 1,82 e 2,0 GHz. Salì inoltre la memoria base a 1GB.

### Mac mini (marzo 2009)
Nel marzo 2009 Apple aggiornò tutta la linea desktop consumer tra cui anche il Mac mini che beneficiò di una CPU base Intel Core 2 Duo a 2,0 GHz, il passaggio alla memoria DDR3 e l'eliminazione dell'unità ottica "combo" assieme alla scheda video integrata Intel sostituita dalla Nvidia GeForce 9400M. Venne aumentata anche la capienza dei dischi e il numero di porte USB. In Italia il modello base partì da 599 Euro.

### Mac mini (ottobre 2009)
Nell'ottobre 2009 l'aggiornamento portò a nuove CPU Intel Core 2 Duo da 2,26 a 2,66 GHz; la RAM salì a 2GB sul modello base.
Venne presentata un'inedita versione "server" dotata di Mac OS X Snow Leopard Server; era inoltre priva dell’unità ottica e dotata di due dischi fissi da 500 GB a 7200 giri/minuto.

### Mac mini (giugno 2010)
Il 15 giugno 2010 il Mac mini ottenere il primo grande aggiornamento estetico con un'altezza che passò da 5,8 a 3,6 cm, mentre si allargò di 3 cm passando da 16,51 a 19,7 cm di larghezza.
Venne migliorata la CPU sul modello base con una frequenza che salì a 2,4 GHz, lasciando la versione da 2,66 GHz. L'archiviazione base salì a 320 GB e venne aggiunta una porta HDMI. Il prezzo salì a 699 Euro per il modello base in Italia.

### Mac mini (luglio 2011)
il 20 luglio 2011 il Mac mini subì un importante aggiornamento lato CPU passando ai processori Intel Core i5 e i7 con frequenza da 2,3 a 2,7 GHz. Venne inoltre aggiornata la GPU con un'Intel HD Graphics 3000 e una AMD Radeon HD6030M.

### Mac mini (ottobre 2012)
Il 9 ottobre 2012 il modello base guadagnò un'Intel Core i5 dual-core da 2,5 GHz e il modello migliore un'Intel Core i7 quad-core fino a 2,6 GHz. Per la prima volta è configurabile con una memoria fino a 16 GB. La scheda grafica passò ad una Intel HD Graphics 4000.

### Mac mini (ottobre 2014)
Il 16 ottobre 2014 il Mac mini abbandonò i processori Intel Core i7 a favore degli Intel Core i5 dual-core con frequenza da 1,4 a 2,8 GHz con Turbo Boost da 2,7 fino a 3,3 GHz. Il modello top-gamma è configurabile con un'archiviazione fino a 2TB. La scheda grafica venne aggiornata ad una Intel HD Graphics 500 e Intel Iris graphics per i modelli top-gamma.
Vengono adottate 2 porte Thunderbolt, mentre il modello server viene interrotto.

### Mac mini (ottobre 2018)
Nell'ottobre 2018 il Mac mini subisce un importante aggiornamento. Vengono adottati processori Intel Core i3 quad-core a 3,6 GHz, Core i5 hexa-core a 3,0 GHz con Turbo Boost fino a 4,1 GHz e Core i7 a 3,2 GHz con Turbo Boost fino a 4,6 GHz. La memoria RAM è aumentata fino a 64 GB e la GPU si aggiorna con una Intel UHD Graphics 630.
Le porte Thunderbolt passano a 4 e la colorazione passa da Argento a Grigio siderale.

### Mac mini (novembre 2020) - Apple Silicon
Il 13 novembre 2020 il Mac mini compie la seconda importante transizione abbandonando i processori Intel a favore della linea Apple Silicon, SoC progettati e prodotti da Apple. Il PC viene dotato del chip M1, configurabile con una GPU a 7 o 8 core e una memoria da 8 GB o 16 GB. Scompare la colorazione grigio siderale e torna l'argento con un prezzo di partenza in Italia di 899 Euro.

### Mac mini (gennaio 2023)
Il 17 gennaio 2023 il Mac mini viene aggiornato col chip M2 e M2 Pro con una CPU fino a 12 core, una GPU fino a 19 core e una memoria da 8, 16, 24 o 32 GB (quest'ultima opzione disponibile solo per il modello con chip M2 Pro). Prezzo di partenza in Italia di 729 Euro.

### Mac mini (ottobre 2024)
Il 30 ottobre 2024 il Mac mini subisce il secondo importante aggiornamento estetico della storia, con una larghezza che viene ridotta da 19,7 cm a 12,7 cm, mentre in altezza passa da 3,6 cm a 5 cm, riprendendo quelle che sono le forme del Mac Studio, ma ridotte. Nella parte anteriore sono presenti due porte USB-C e un ingresso Jack da 3,5 mm mentre nella parte posteriore sono situate 3 porte Thunderbolt 4, 1 porta HDMI e 1 attacco ethernet. È configurabile con i chip M4 e M4 Pro con un prezzo di partenza in Italia di 729 Euro, diventando in oltre il primo Mac a impatto ambientale neutro.

## Design
La forma del Mac mini ricorda molto un vecchio modello di computer prodotto da Apple, il Cube. Questo computer, come dice il nome, era di forma cubica (a quanto pare una vecchia passione di Steve Jobs, come la workstation NeXT) e, pur essendo dotato di un design interessante, fu un insuccesso commerciale a causa del suo costo elevato e della sua scarsa espandibilità. Il Mac mini, pur ricordando il Cube, è molto più sottile, infatti si possono impilare quasi 5 Mac mini dentro la scocca di plastica del Cube. Con l'aggiornamento del 15 giugno 2010 il Mac Mini diventa ancora più sottile e viene dotato di scocca unibody effetto alluminio come molti dei prodotti Apple attuali.
Dal 2020, con la versione Apple Silicon viene abbandonata la colorazione "Space gray" e viene adottata la colorazione argento.
Nel 2024 il Mac mini si rimpicciolisce per riprendere le proporzioni del Mac Studio, con un lato di 12,7 cm e una altezza di 5 cm.